# Franz-Parr-Platz (Güstrow)

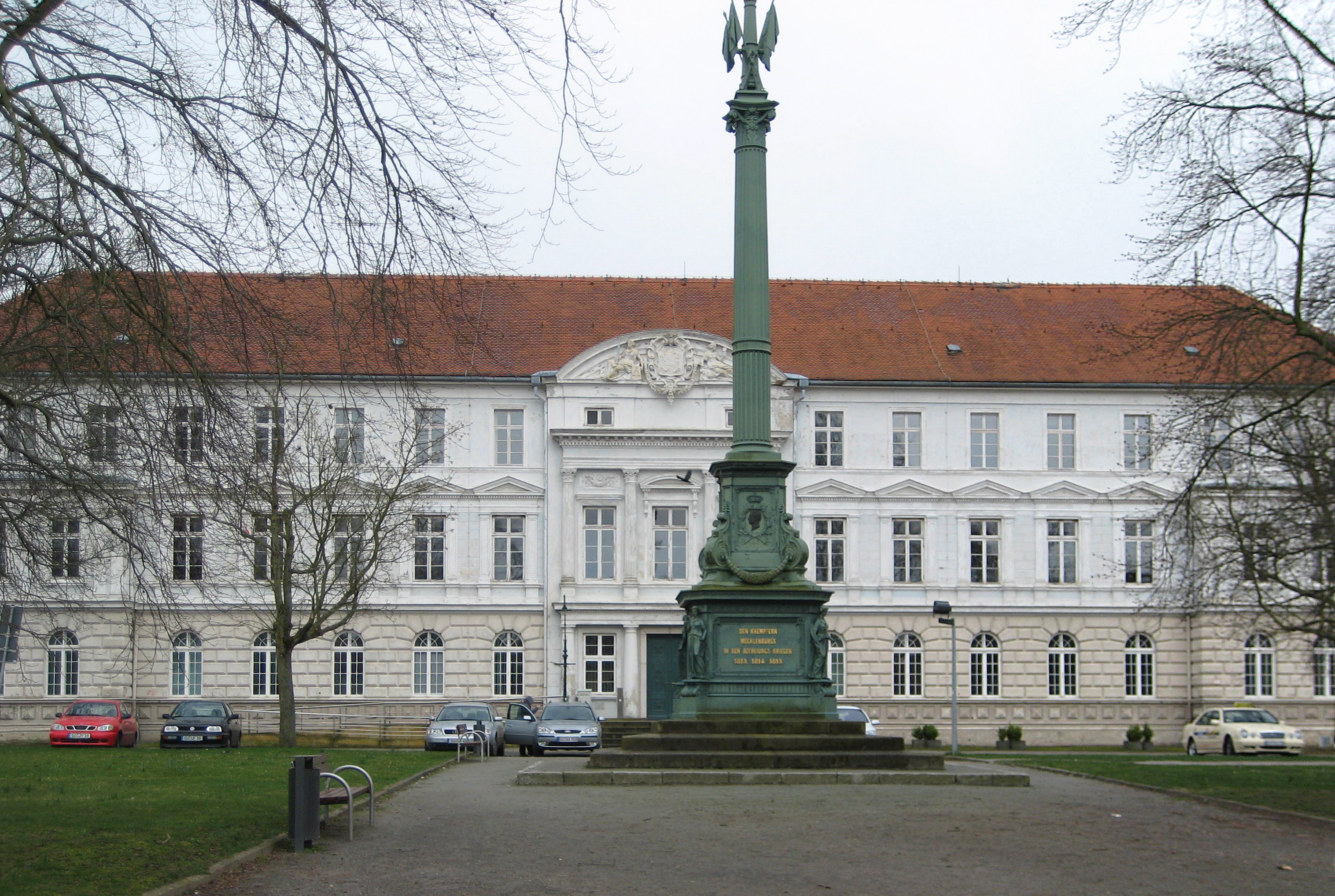
Franz-Parr-Platz mit Justizkanzlei und Gedenksäule

Der historische Franz-Parr-Platz in Güstrow in der Altstadt liegt südlich vom Stadtzentrum.

## Nebenstraßen

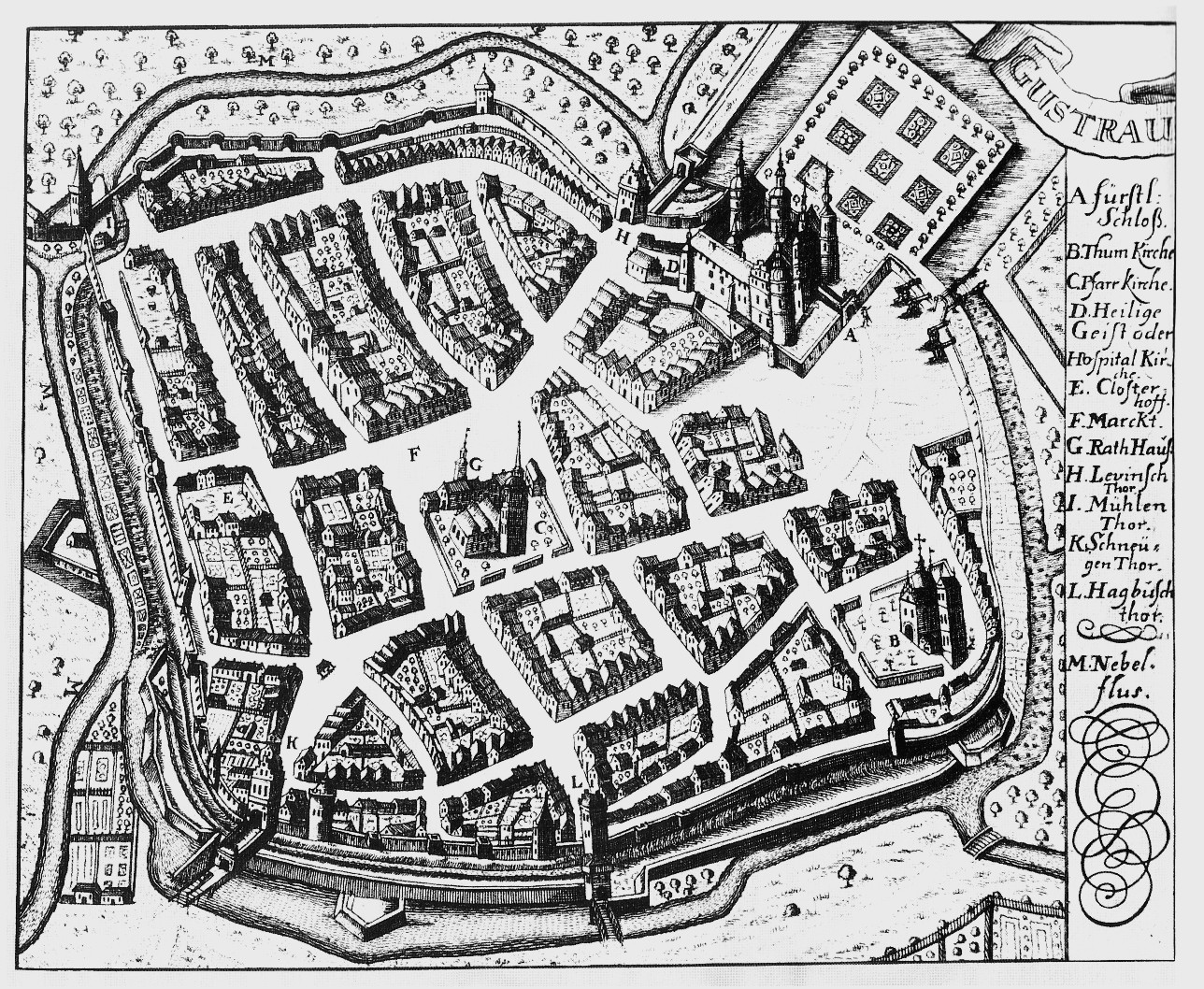
Güstrow 1706, Platz Mitte/Rechts

Die Nebenstraßen und Anschlussstraßen wurden benannt als Domstraße nach dem mittelalterlichen Güstrower Dom, Schloßstraße und Schloßberg nach dem Schloss Güstrow und Philipp-Brandin-Straße nach dem niederländischen Architekten (Domschule, Lühesches Palais) und Bildhauer (Epitaphe im Dom) der Renaissance Philipp Brandin (1535–1594) (vor 1945 Kleine Schloss-Straße).

## Geschichte

### Name
Der Platz wurde benannt nach dem Baumeister der Renaissance Franz Parr († 1580), Baumeister u. a. von Schloss Güstrow und Schloss Uppsala. Der Platz wird auch als Schlossplatz genannt.

### Entwicklung

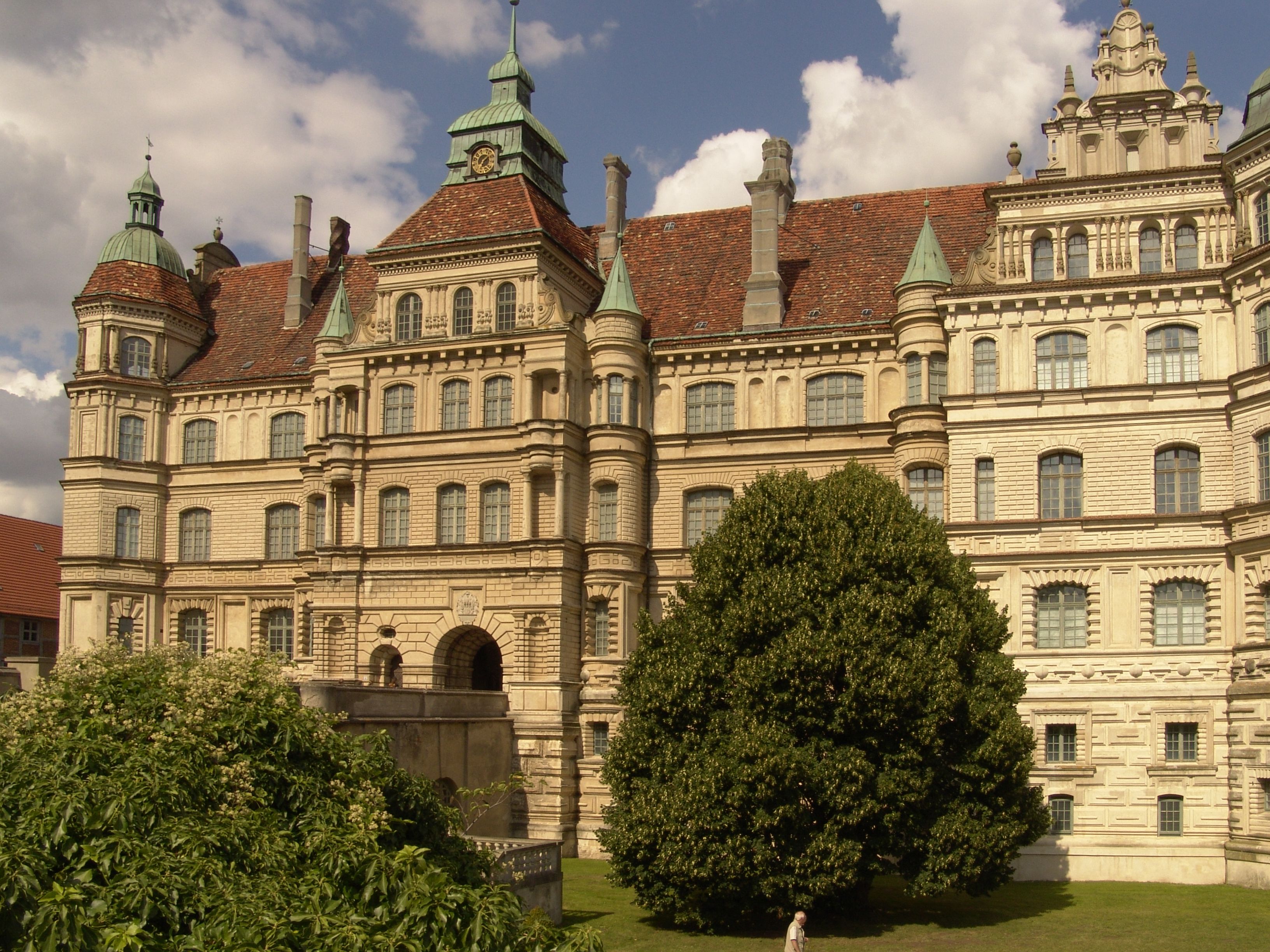
Schloss Güstrow

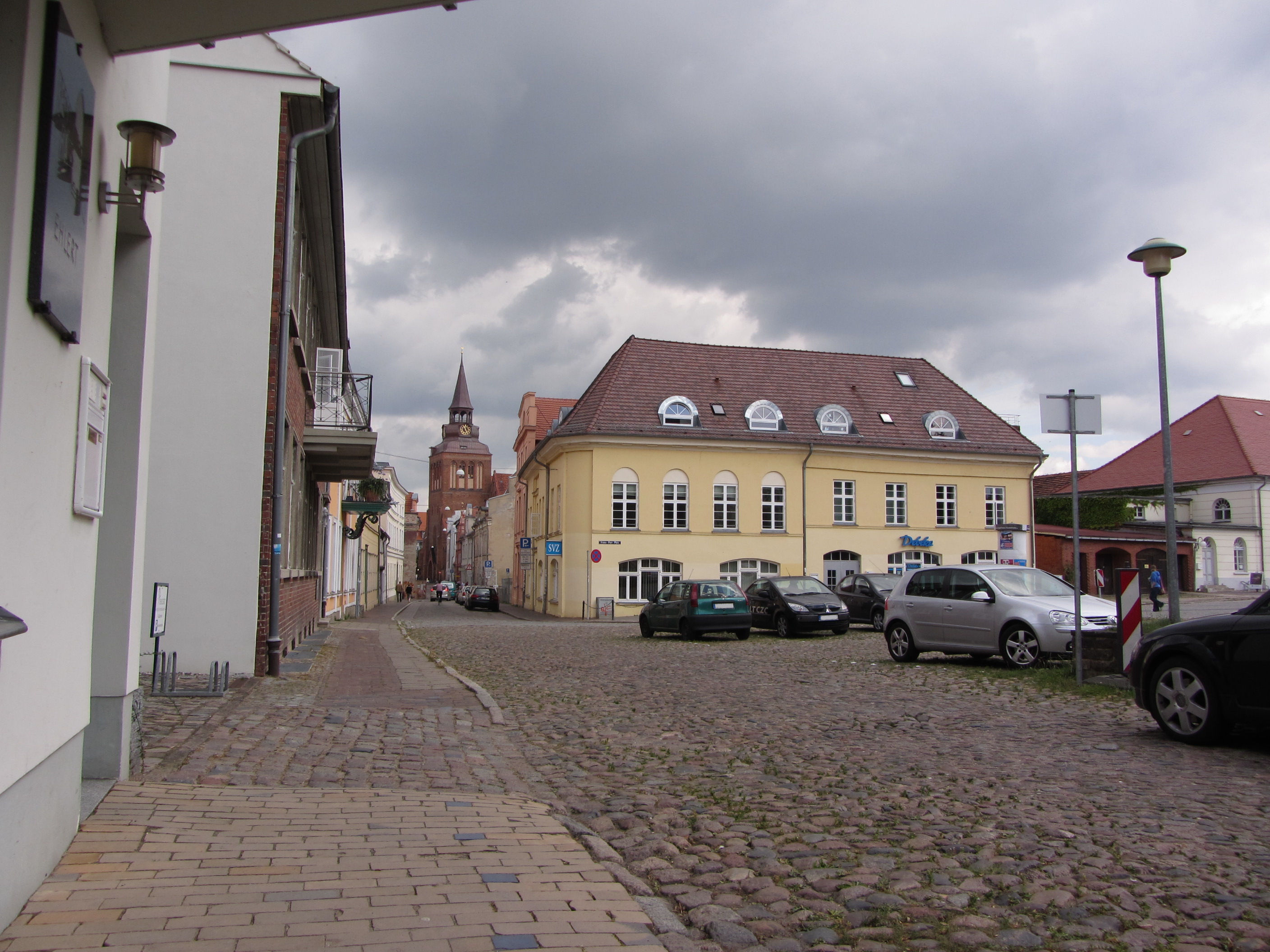
Platz mit Nr. 7, hinten: Marienkirche am Markt

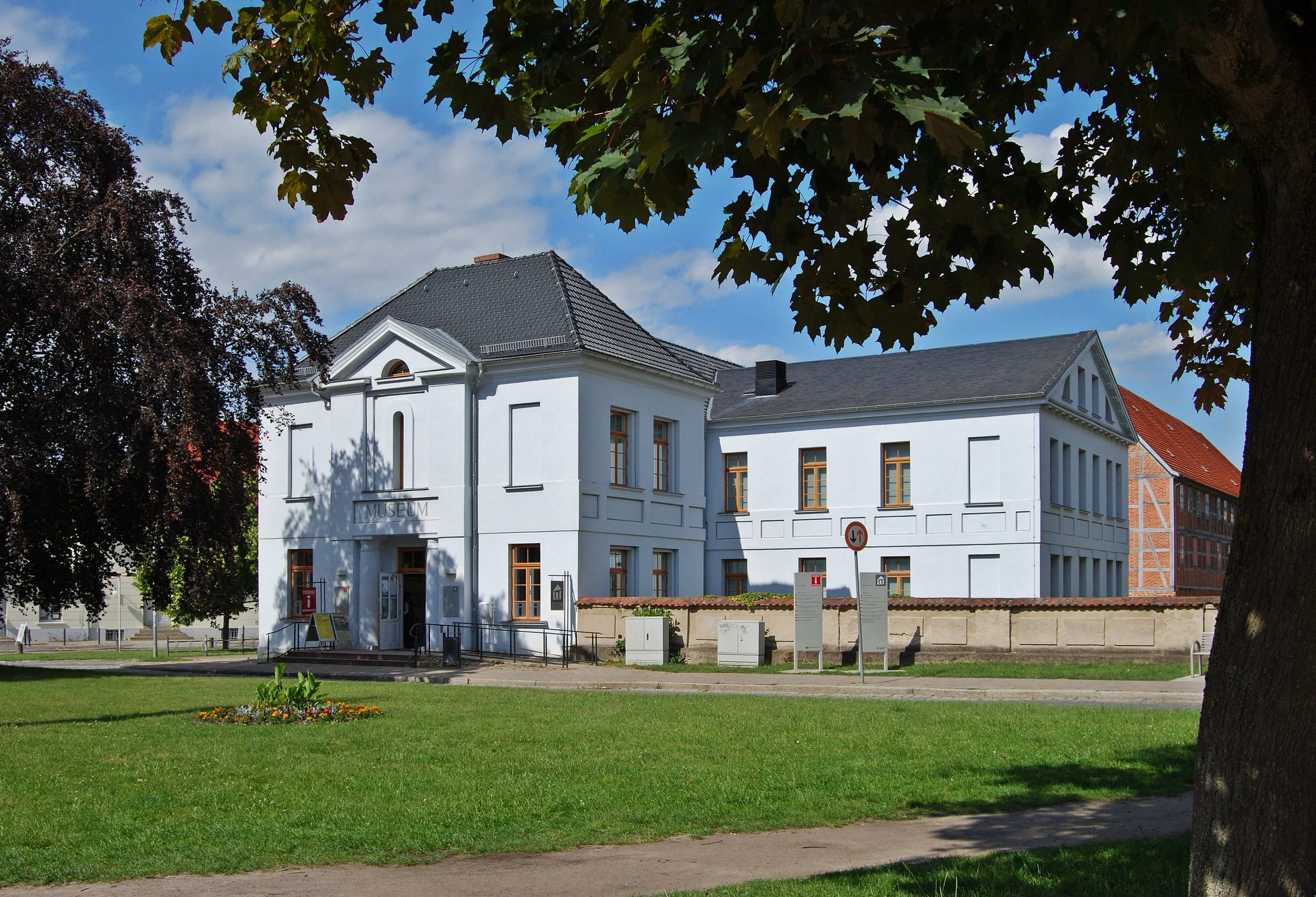
Nr. 10: Stadtmuseum Güstrow

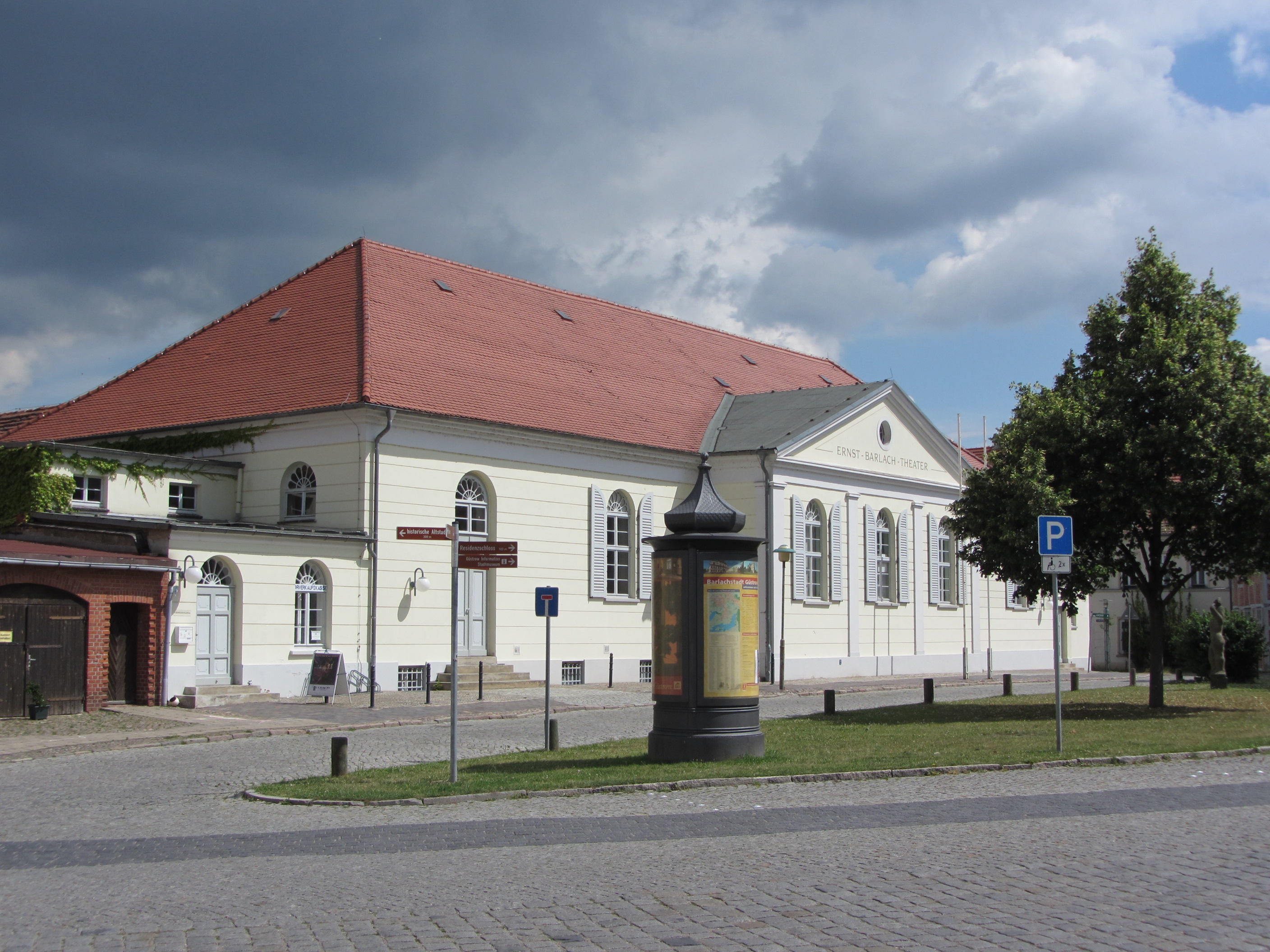
Nr. 8: Ernst-Barlach-Theater

Güstrow besteht seit um 1100 und war von 1229 bis 1436 sowie von 1556 bis 1695 Residenzstadt. Die slawische Burg und Schloss Güstrow prägten den Ort. Nach dem großen Stadtbrand von 1503 wurden viele Häuser neu erbaut.
Am Franz-Parr-Platz beim Schloss entstanden mehrere klassizistische Bauten, in denen heute das Amtsgericht, das Stadtmuseum mit dem Stadtarchiv, die städtische Galerie Wollhalle und das Ernst-Barlach-Theater untergebracht sind. Der Platz wurde zu einem kulturellen Zentrum der Stadt.
Ab 1991 wurde die historische Altstadt als früheres Nationales Flächendenkmal und nun Modellstadt der Städtebauförderung saniert, so auch der Platz und seine Häuser.

## Gebäude, Anlagen (Auswahl)
An der Straße stehen zumeist zwei- bis dreigeschossige Häuser. Die mit (D) gekennzeichneten Häuser stehen unter Denkmalschutz.
- Nr. 1: Schloss Güstrow im Stil der Renaissance mit Garten, Torhaus, Orangerie, Schlossbrücke und Wirtschaftsgebäude (D), Westflügel (Eingang) von 1558–1570 nach Plänen von Franz Parr, Nordflügel von 1591 nach Entwürfen des Niederländers Philipp Brandin, Ostflügel von 1594 nach Entwürfen von Claus Midow, 1628/30 Residenz von Wallenstein, Torhaus und Schlossbrücke von 1671 nach Plänen des mutmaßlichen Holländers Charles Philippe Dieussart, 1795 Abbruch des Ostflügels, nach 1800 verschiedene Nutzungen: Kriegslazarett, ab 1817 Landesarbeitshaus, dann Altenheim und ab 1972 Museum des Bezirks und des Landes, 1963 bis 1978 sowie 2019 bis 2023 saniert.[4]
- Nr. 2a/3: 3-gesch. 13-achsige klassizistische ehem. Justizkanzlei von 1823 (D), Mittelrisalit mit Säulenportal, 1879 wesentlich erweitert als 19-achsiger Bau mit zwei 2-gesch. Flügelanbauten; dahinter kleines Gefängnisgebäude, zur DDR-Zeit auch Sitz der SED-Kreisleitung, in den 1990er Jahren saniert, heute Amtsgericht Güstrow
- Nr. 4: 2-gesch. Wohnhaus (D) mit Kita
- Nr. 5: 2-gesch. Wohnhaus (D) mit Praxis
- Nr. 6: 2-gesch. Wohnhaus (D) mit Praxis und Kanzlei
- Nr. 7: 2-gesch. barockes gelbes Bürgerhaus von um 1765 (D) mit ehem. Pferdestall und Gartenpavillon, Anfang 19. Jahrhundert innen umgestaltet, ehem. Museum als vierter Museumsstandort von 1953 bis 2003, heute Wohn- und Bürohaus
- Nr. 8: 1-gesch. klassizistisches Ernst-Barlach-Theater von 1828 (D) nach Plänen von Georg Adolph Demmler (Schwerin), 1839 im Spielplan des Rostocker Theaters eingebunden, 1923/24 Umbauten zum Kino, Filialtheater des Rostocker Theaters bis 1931, 1933 Niederdeutsche Bühne, 1945 bis um 1953 kleines Drei-Sparten-Theater, Umbauten und ab 1957 Neueröffnung als Ernst-Barlach-Theater, 1963 Anschluss an das Volkstheater Rostock, 1976 Gastspieltheater des Landkreises, Bühnenseitenwand mit Mosaik von Vera Kopetz
- Nr. 9: Gebäude bis 2000 saniert nach Plänen von Hoffmann und Krug (Güstrow, Kiel) für die städtische Galerie Wollhalle[5]
  - 3-gesch. klassizistischer 50 m langer Speicher als ehem. Wollmagazin von 1823 (D) mit Krüppelwalmdach, massivem Sockelgeschoss und darauf 2-gesch. Fachwerkbau; war von wirtschaftlicher Bedeutung
  - 3-gesch. ehem. Lager- und Auktionshaus von 1817 nach Plänen von David Anton Kufahl (Güstrow), erhaltener Fachwerkbau mit Backsteinausfachungen
- Nr. 10: 2-gesch. klassizistisches ehem. Schlosskrankenhaus von um 1823 (D) in U-Form, breiter mittlerer Giebelrisalit, hinterer Mittelflügel aus der zweiten Hälfte des 19. Jahrhunderts, Umbauten und Überformungen von 1892, 1908, 1936 und 1950, Krankenhausnutzung bis 1999, Umbau zum Stadtmuseum Güstrow bis 2000 nach Plänen von Hoffmann und Krug, seit 2000 ist im UG auch das Stadtarchiv[6]
- Philipp-Brandin-Straße Nr. 5: 2-gesch. Fachwerkbau (D), saniertes evangelisches Pfarramt der Domgemeinde
- Philipp-Brandin-Straße Nr. 15, Ecke zum Platz: 2.-gesch. neues Wohnhaus nach Abbruch eines baufälligen Giebelhauses mit spitzen Satteldach
- Domstraße Nr. 9: 3-gesch. Wohn- und Geschäftshaus mit der Schweriner Volkszeitung, SVZ Leserservice
- Schloßberg Nr. 1: 3- bis 4-gesch. neuere Pflegeresidenz mit Staffelgeschoss

### Denkmale
- Landesdenkmal für die Befreiungskrieger 1813–1815 von 1865 nach einem Entwurf des Architekten und Schweriner Hofbaurats Hermann Willebrand und der bildhauerischen Arbeit von Georg Wiese.

## Literatur

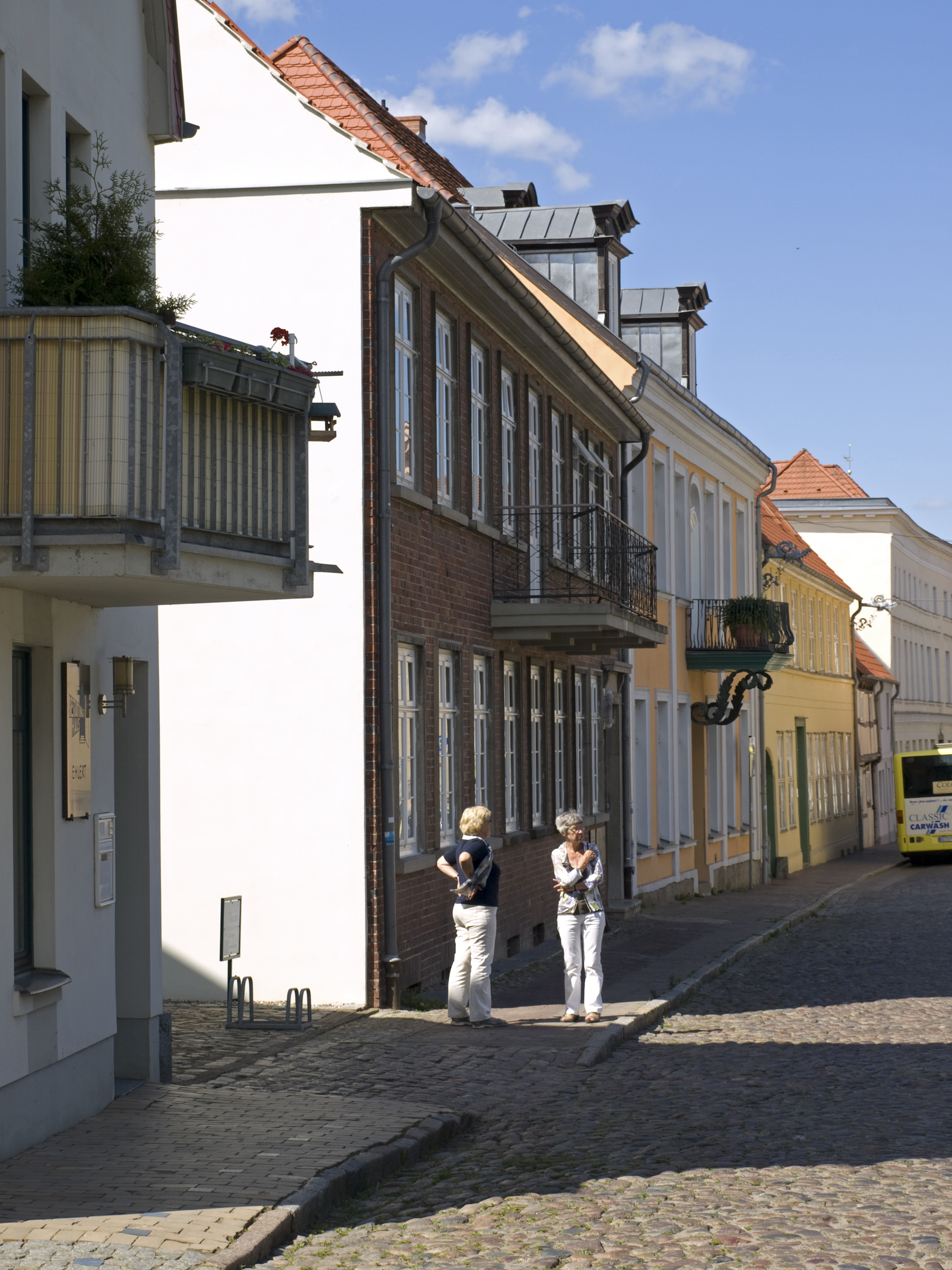
Nr. 6
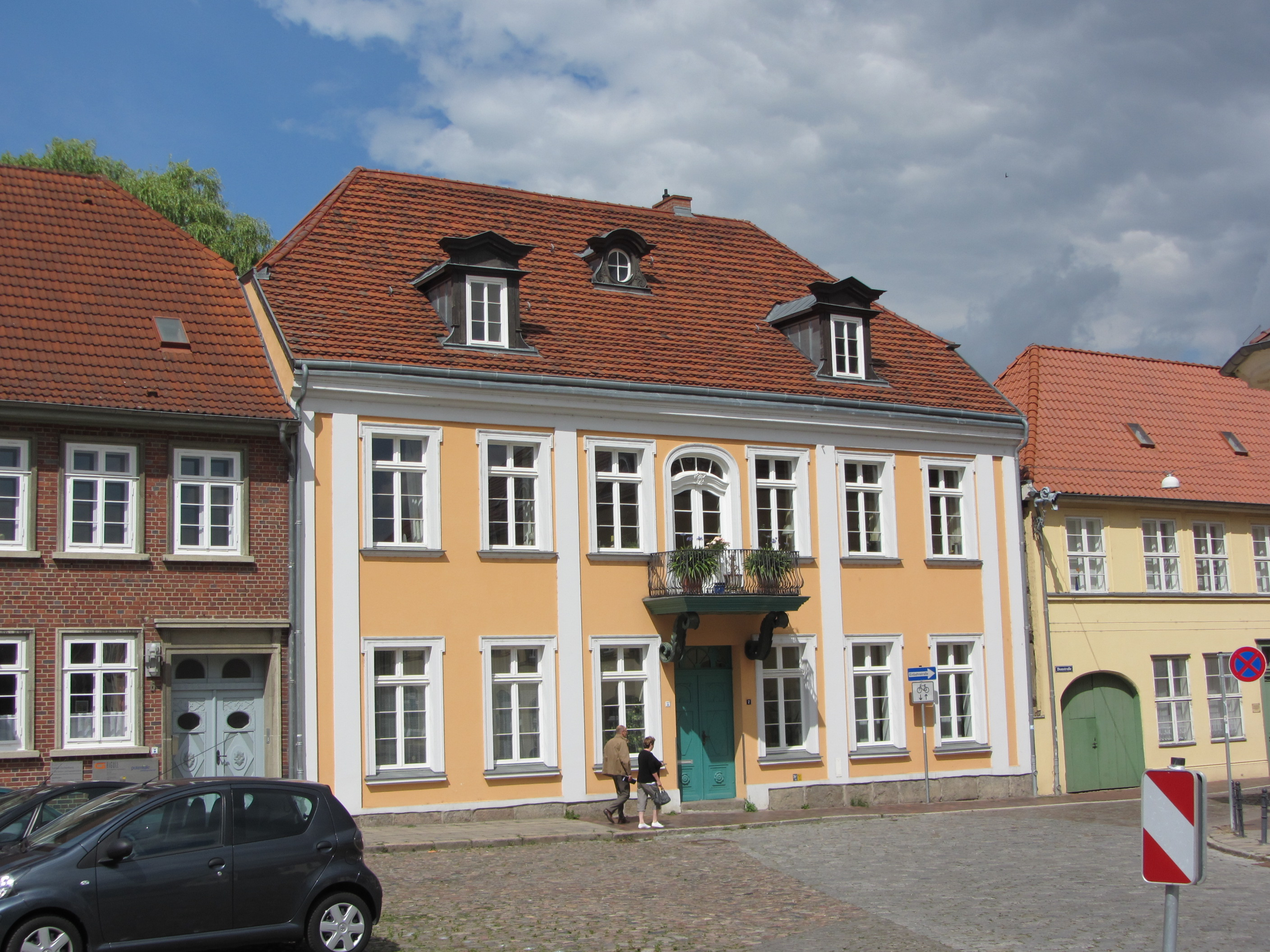
Nr. 7
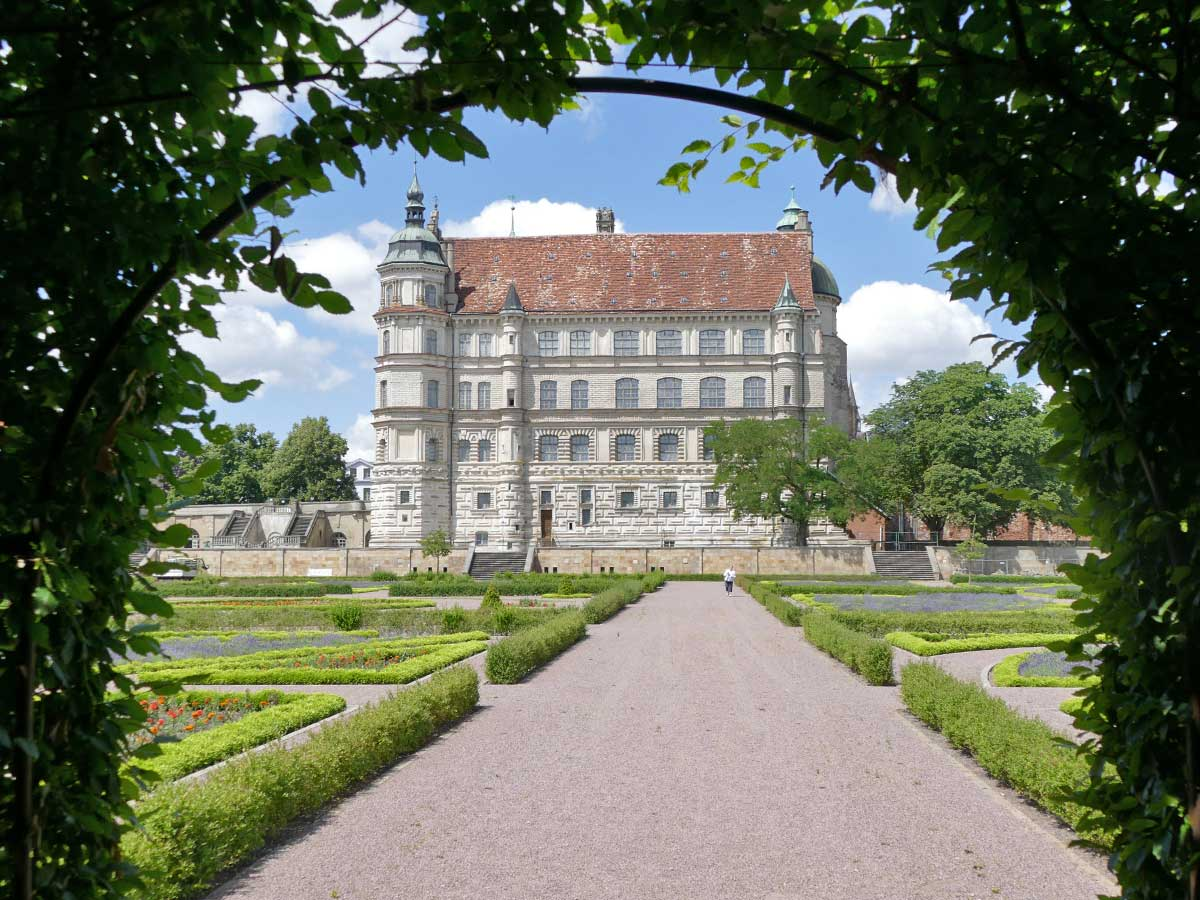
Schloss und Park
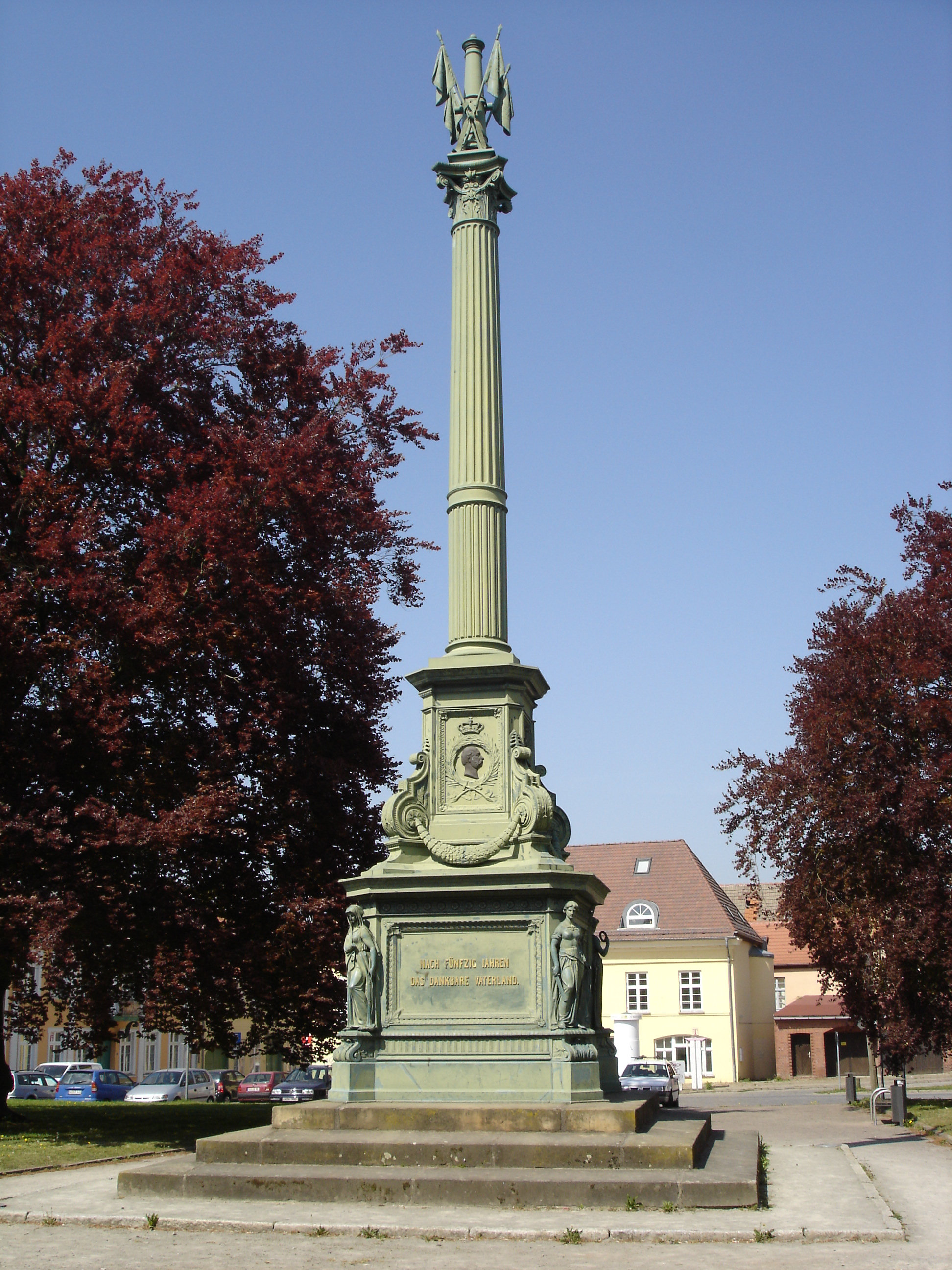
Gedenksäule